# Austerlitz (1808)

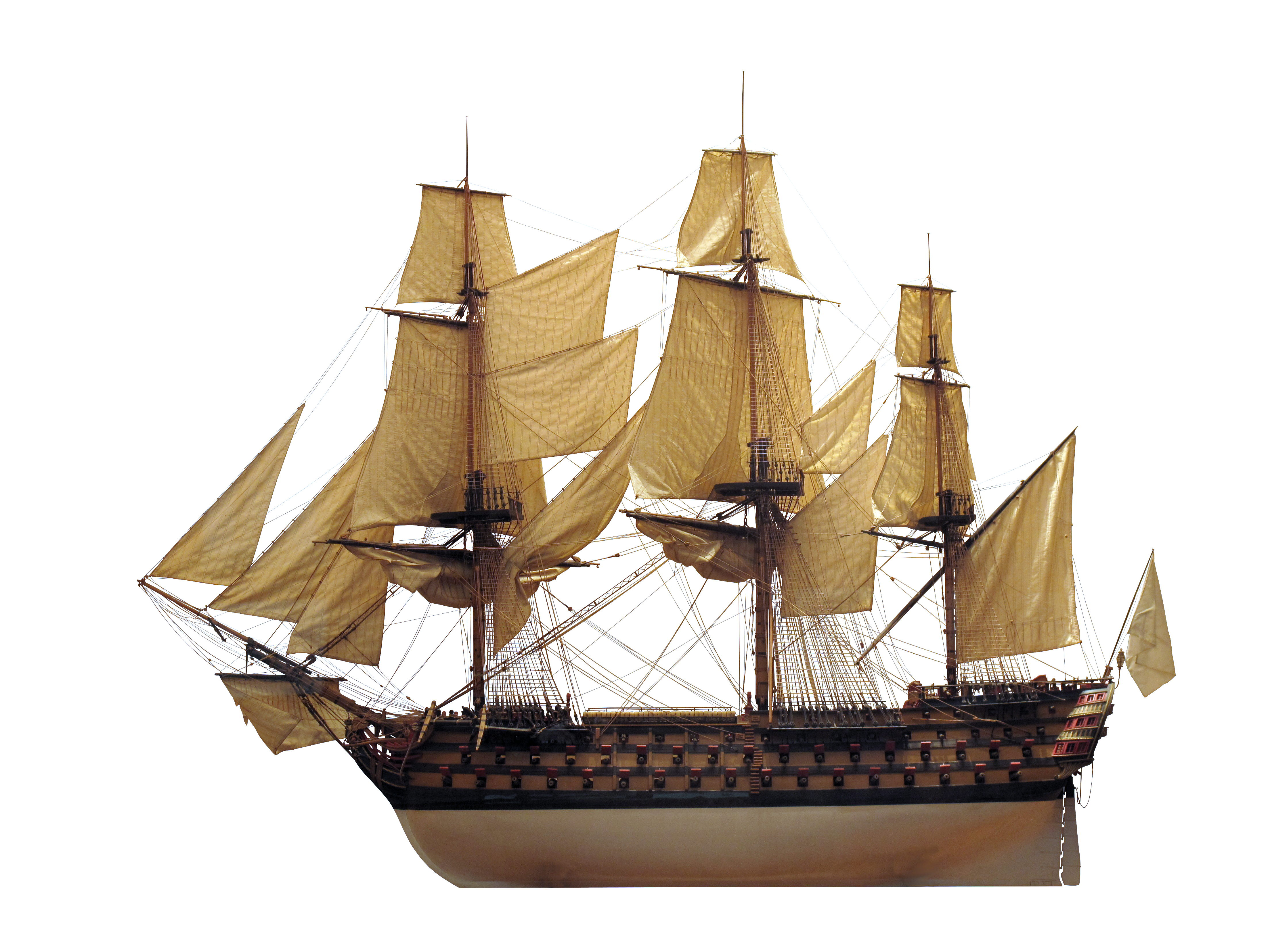
1/48 scale model of the Océan class 120-gun ship of the line Commerce de Marseille On display at Marseille maritime museum

El Austerlitz fue un navío de línea de la marina francesa dotado de 118 cañones. Fue botado el 19 de diciembre de 1808 y tenía como objetivo reforzar la marina francesa tras el desastre que significó la batalla de Trafalgar. Fue comisionada hacia Tolón en mayo de 1809. El 29 de agosto de 1815, después de los Cien Días y la derrota de Napoleón en la batalla de Waterloo, fue trasladado desde Tolón a Brest, junto con los navíos Wagram y Comercio de París. Siguió al servicio de la armada hasta que fue desguazado en 1837.